# Maurizio Bovarini
Maurizio Bovarini (Bergamo, 31 luglio 1934 – Milano, 13 luglio 1987) è stato un fumettista e illustratore italiano.

## Biografia
Autodidatta, realizzò le prime illustrazioni negli anni '50 per il settimanale Le Ore. Nei primi anni '60 collaborò con il Corriere dei Piccoli e a partire dal 1962 si fece conoscere oltralpe, grazie ai lavori pubblicati in riviste francesi quali Siné-massacre, Adam e Bizarre. Tra il 1968 e il 1969 fu direttore della rivista  Kara Kiri, versione italiana della francese Hara Kiri.
Nel 1970 pubblicò il suo primo volume a fumetti, Ricco Ridens, seguito due anni dopo da Ultimo tango a fumetti, parodia del film di Bernardo Bertolucci Ultimo tango a Parigi, e da Eia eia trallallà (1975), racconto semi-serio dell'Italia fascista.  Nel 1971  collaborò con la rivista satirica Ca Balà, e nel 1972 con L'Arcibraccio, altra rivista satirica fondata da Luca Aurelio Staletti.
A partire dal 1973 collaborò con Linus, per il quale creò tra gli altri le serie Kariplo e Philadelphia Miller (pubblicata anche in Francia su Charlie e in seguito raccolta nel volume La dinastia dei Miller). Nel 1975 iniziò una lunga collaborazione con Eureka. Alla chiusura della testata lavorò da freelance ad altre riviste, tra cui Playboy. Fu inoltre art director di numerose pubblicazioni, tra cui Cronaca Vera. Morì di infarto nel luglio 1987.
Nel 2022 si è tenuta la mostra antologica "Habeas Corpus" all'EXSA, ex Carcere di Sant'Agata di Bergamo.